# Meta-aprendizado
O meta-aprendizado é um ramo da metacognição relacionado ao aprendizado sobre os próprios processos de aprendizado e aprendizagem.

## Visão geral
O meta-aprendizado foi originalmente descrito por Donald B. Maudsley (1979) como "o processo pelo qual os alunos se tornam conscientes e cada vez mais controlam os hábitos de percepção, investigação, aprendizado e crescimento que eles internalizaram". Maudsley define a base conceitual de sua teoria como sintetizada sob os títulos de suposições, estruturas, processo de mudança e facilitação. Cinco princípios foram enunciados para facilitar a meta-aprendizagem. Os alunos devem:
1. ter uma teoria, ainda que primitiva;
2. trabalhar em um ambiente social e físico de suporte seguro;
3. descobrir suas regras e premissas;
4. reconectar com a informação da realidade do ambiente; e
5. reorganizar-se alterando suas regras/premissas.

A ideia de meta-aprendizagem foi usada mais tarde por John Biggs (1985) para descrever o estado de "estar ciente e assumir o controle da própria aprendizagem". Você pode definir a meta-aprendizagem como uma conscientização e compreensão do fenômeno da própria aprendizagem, em oposição ao conhecimento do assunto. Está implícita nesta definição a percepção do aluno sobre o contexto de aprendizagem, que inclui saber quais são as expectativas da disciplina e, mais estritamente, as demandas de uma determinada tarefa de aprendizagem.
Nesse contexto, a meta-aprendizagem depende das concepções de aprendizagem do aluno, crenças epistemológicas, processos de aprendizagem e habilidades acadêmicas, resumidas aqui como uma abordagem de aprendizagem. Um aluno que tem um alto nível de consciência de meta-aprendizagem é capaz de avaliar a eficácia de sua abordagem de aprendizagem e regulá-la de acordo com as demandas da tarefa de aprendizagem. Por outro lado, um aluno com pouca consciência de meta-aprendizagem não será capaz de refletir sobre sua abordagem de aprendizado ou sobre a natureza do conjunto de tarefas de aprendizado. Em conseqüência, ele/ela será incapaz de se adaptar com sucesso quando o estudo se tornar mais difícil e exigente.
Conceitualmente, o meta-aprendizado é uma mistura de entendimento, processos e atitudes. Inclui o autoconhecimento sobre como se aprende, particularmente a consciência das estratégias e comportamentos de aprendizagem aplicáveis a um contexto de aprendizagem. Também inclui 'conhecimento de conclusão', no qual os alunos desenvolvem uma apreciação do conhecimento adquirido e um entendimento de como usar esse conhecimento. O meta-aprendizado também se relaciona com as atitudes dos alunos, como a crença de que a maneira como eles se auto-regulam é o melhor para eles, e que eles têm as capacidades e habilidades para aplicar seus conhecimentos. Com base nessa perspectiva, o meta-aprendizado é um processo interno ativo, no qual o ponto de vista de um aluno em relação a si mesmo e ao seu ambiente mudará e será regulamentado. Foi demonstrado que o engajamento eficaz na meta-aprendizagem melhora o desempenho acadêmico. Foi sugerido que ajudar na metacognição da aprendizagem pode ajudar os alunos a se tornarem aprendizes mais eficazes, à medida que se tornam mais conscientes dos comportamentos de autorregulação e começam a reconhecer a eficácia das várias estratégias que usam. A meta-aprendizagem também pode ser uma ferramenta muito eficaz para ajudar os alunos a se tornarem auto-reflexivos de forma independente. Como a meta-aprendizagem se relaciona com a autoconsciência dos alunos em relação a seus processos de aprendizagem, está intimamente alinhada à auto-regulação da aprendizagem. isto é, os pensamentos, sentimentos e ações que os alunos usam para ajudá-los a atingir seus objetivos acadêmicos.

## Modelo de meta-aprendizado para equipes e relacionamentos
Marcial Losada e outros pesquisadores tentaram criar um modelo de meta-aprendizado para analisar equipes e relacionamentos. Um artigo de 2013 criticou fortemente essa tentativa, argumentando que se baseava na aplicação incorreta de modelagem matemática complexa. Isso levou ao abandono de pelo menos um ex-proponente.
O modelo de meta-aprendizado proposto por Losada é idêntico ao sistema de Lorenz, que foi originalmente proposto como um modelo matemático simplificado para convecção atmosférica. Ele compreende um parâmetro de controle e três variáveis de estado, que neste caso foram mapeadas para "conectividade", "advocacia de investigação", "positividade-negatividade" e "outro eu" (foco interno externo), respectivamente. As variáveis de estado estão ligadas por um conjunto de equações diferenciais não lineares. Isso foi criticado como uma aplicação mal definida, mal justificada e inválida de equações diferenciais.
Losada e colegas afirmam ter chegado ao modelo de meta-aprendizado a partir de milhares de dados de séries temporais gerados em dois laboratórios de interação humana em Ann Arbor, Michigan, e Cambridge, Massachusetts. embora os detalhes da coleta desses dados e a conexão entre os dados da série temporal e o modelo não é clara. Essas séries cronológicas retratavam a dinâmica de interação das equipes de negócios que executam tarefas típicas de negócios, como planejamento estratégico. Essas equipes foram classificadas em três categorias de desempenho: alta, média e baixa. O desempenho foi avaliado pela rentabilidade das equipes, pelo nível de satisfação de seus clientes e por avaliações em 360 graus.
Um resultado proposto dessa teoria é que existe uma razão de positividade para negatividade de pelo menos 2,9 (chamada linha Losada), que separa equipes de alto desempenho e baixo desempenho. Brown e colegas salientaram que, mesmo que o modelo proposto de meta-aprendizado fosse válido, essa proporção resulta de uma escolha completamente arbitrária dos parâmetros do modelo — herdada da literatura sobre modelagem de convecção atmosférica por Lorenz e outros, sem justificativa.

## Ideias para implementação e objetivos
A meta-aprendizagem também pode ser uma ferramenta muito eficaz para ajudar os alunos a se tornarem auto-reflexivos de forma independente. Os alunos precisarão de feedback para refletir sobre seu aprendizado, pontos fortes e fracos. As tarefas de meta-aprendizado ajudarão os alunos a serem alunos mais proativos e eficazes, concentrando-se no desenvolvimento da autoconsciência. As tarefas de meta-aprendizagem dariam aos alunos a oportunidade de entender melhor seus processos de pensamento, a fim de elaborar estratégias personalizadas de aprendizado. O objetivo é encontrar um conjunto de parâmetros que funcionem bem em diferentes tarefas, para que os alunos comecem com um viés que lhes permita um bom desempenho, apesar de receber apenas uma pequena quantidade de dados específicos da tarefa.

## Sistema DiSSS de Tim Ferriss
Tim Ferriss criou um sistema de quatro passos que, segundo ele, pode ser usado para aprender qualquer coisa.
1. Desconstrução: Ao reaprender uma habilidade, quais são os componentes mínimos aprendíveis?
2. Seleção: Quais 20% desses componentes devem ser focados para fornecer 80% dos resultados desejados?
3. Sequenciamento: Em que ordem essas unidades devem ser aprendidas para maximizar os resultados e evitar falhas?
4. Suporte: Que suportes podem ser usados para superar as dificuldades do passado e garantir a conclusão do aprendizado?